# Amravati Division
Amravati Division är en division i Indien.   Den ligger i delstaten Maharashtra, i den centrala delen av landet, 900 km söder om huvudstaden New Delhi. Antalet invånare är 2 888 445. Arean är 46 090 kvadratkilometer.
Terrängen i Amravati Division är huvudsakligen kuperad, men den allra närmaste omgivningen är platt.
Följande samhällen finns i Amravati Division:
- Amravati
- Achalpur
- Anjangaon
- Warud
- Daryāpur
- Morsi
- Dattāpur
- Chāndur
- Chāndūr Bāzār